# Llista d'estacions terminals del Metro de Nova York
| Service | Station                            | Line                                                   | Details |
| --- | ---------------------------------- | ------------------------------------------------------ | --- |
| Ruta 1 del Metro de Nova York                                                                                                 | Van Cortlandt Park-242nd Street    | Broadway-Seventh Avenue Line                           | Terminal sud per a la ruta 1 |
| Ruta 1 del Metro de Nova York                                                                                                 | South Ferry                        | Broadway-Seventh Avenue Line                           | Terminal sud per a la ruta 1 |
| Ruta 2 del Metro de Nova York                                                                                                 | Wakefield-241st Street             | White Plains Road Line                                 | Terminal sud per a la ruta 2 |
| Ruta 2 del Metro de Nova York · Ruta 5 del Metro de Nova York                                                                 | Brooklyn College-Flatbush Avenue   | Nostrand Avenue Line                                   | Terminal sud per a la ruta 2, 5 hora punta |
| Ruta 3 del Metro de Nova York                                                                                                 | Harlem-148th Street                | Lenox Avenue Line                                      | Terminal sud per a la ruta 3 |
| Ruta 3 del Metro de Nova York                                                                                                 | Times Square-42nd Street           | Broadway-Seventh Avenue Line                           | Terminal sud per a la ruta 3 tard a la nit |
| Ruta 2 del Metro de Nova York · Ruta 3 del Metro de Nova York · Ruta 4 del Metro de Nova York · Ruta 5 del Metro de Nova York | New Lots Avenue                    | Eastern Parkway Line                                   | Terminal sud per a la ruta some 2 hora punta, 3 sempre menys tard a la nit, 4 tard a la nit i hora punta en direcció zones congestionades, alguns 5 en hora punta |
| Ruta 4 del Metro de Nova York                                                                                                 | Woodlawn                           | Jerome Avenue Line                                     | Terminal sud per a la ruta 4 |
| Ruta 4 del Metro de Nova York · Ruta 5 del Metro de Nova York                                                                 | Crown Heights-Utica Avenue         | Eastern Parkway Line                                   | Terminal sud per a la ruta 4 sempre menys tard a la nit, alguns 5 en hora punta                                                                                   |
| Ruta 5 del Metro de Nova York                                                                                                 | Eastchester-Dyre Avenue            | Dyre Avenue Line                                       | Terminal sud per a la ruta 5 |
| Ruta 5 del Metro de Nova York                                                                                                 | Nereid Avenue                      | White Plains Road Line                                 | Terminal sud per a la ruta 5 hora punta cap a zones congestionades                                                                                                |
| Ruta 5 del Metro de Nova York                                                                                                 | East 180th Street                  | White Plains Road Line                                 | Terminal sud per a la ruta 5 tard a la nit, Terminal sud per alguns 5 hora punta i trens al migdia cap a zones no congestionades                                  |
| Ruta 5 del Metro de Nova York                                                                                                 | Bowling Green                      | Lexington Avenue Line                                  | Terminal sud per a la ruta 5 menys en hora punta i tard a la nit                                                                                                  |
| Ruta 6 del Metro de Nova York                                                                                                 | Pelham Bay Park                    | Pelham Line                                            | Terminal sud per a la ruta 6 |
| Ruta 6 del Metro de Nova York                                                                                                 | Parkchester                        | Pelham Line                                            | Terminal sud per a la ruta 6 en hora punta i migdia |
| Ruta 6 del Metro de Nova York                                                                                                 | Third Avenue-138th Street          | Pelham Line                                            | Terminal sud per a la ruta 6 trens al matí en hora punta |
| Ruta 6 del Metro de Nova York                                                                                                 | Brooklyn Bridge-City Hall          | Lexington Avenue Line                                  | Terminal sud per a la ruta 6 |
| Ruta 7 del Metro de Nova York                                                                                                 | Flushing-Main Street               | Flushing Line                                          | Terminal sud per a la ruta 7 |
| Ruta 7 del Metro de Nova York                                                                                                 | 111th Street                       | Flushing Line                                          | Terminal sud per a la ruta 7 en alguna hora punta |
| Ruta 7 del Metro de Nova York                                                                                                 | Times Square-42nd Street           | Flushing Line                                          | Terminal sud per a la ruta 7 |
| Ruta S del Metro de Nova York                                                                                                 | 42nd Street-Grand Central          | 42nd Street Shuttle                                    | Terminal sud per a la ruta 42nd Street Shuttle |
| Ruta S del Metro de Nova York                                                                                                 | Times Square                       | 42nd Street Shuttle                                    | Terminal sud per a la ruta 42nd Street Shuttle |
| Ruta A del Metro de Nova York                                                                                                 | Inwood-207th Street                | Eighth Avenue Line                                     | Terminal sud per a la ruta A |
| Ruta A del Metro de Nova York                                                                                                 | Dyckman Street                     | Eighth Avenue Line                                     | Terminal sud alguns dies laborables en rutes A en viatges en hora punta                                                                                           |
| Ruta A del Metro de Nova York · Ruta C del Metro de Nova York                                                                 | 168th Street                       | Eighth Avenue Line                                     | Terminal sud per a la ruta A en alguna hora punta i C sempre menys tard a la nit                                                                                  |
| Ruta A del Metro de Nova York                                                                                                 | 59th Street-Columbus Circle        | Eighth Avenue Line                                     | Terminal sud per a la ruta A sempre cap a Rockaway Park en hora punta                                                                                             |
| Ruta A del Metro de Nova York · Ruta C del Metro de Nova York                                                                 | Euclid Avenue                      | Fulton Street Line                                     | Terminal sud per a la ruta A tipus llançadora tard a la nit Terminal sud per a la ruta C sempre menys tard a la nit                                               |
| Ruta A del Metro de Nova York                                                                                                 | Ozone Park-Lefferts Boulevard      | Fulton Street Line                                     | Terminal sud per a la ruta A (com a llançadora Lefferts Boulevard Shuttle tard a la nit)                                                                          |
| Ruta A del Metro de Nova York                                                                                                 | Far Rockaway-Mott Avenue           | Rockaway Line                                          | Terminal sud per a la ruta A |
| Ruta A del Metro de Nova York · Ruta S del Metro de Nova York                                                                 | Rockaway Park-Beach 116th Street   | Rockaway Line                                          | Terminal sud per a la ruta A hora punta cap a zones congestionades i Rockaway Park Shuttle                                                                        |
| Ruta S del Metro de Nova York                                                                                                 | Broad Channel                      | Rockaway Line                                          | Terminal sud per a la ruta Rockaway Park Shuttle |
| Ruta B del Metro de Nova York · Ruta D del Metro de Nova York                                                                 | Bedford Park Boulevard             | Concourse Line                                         | Terminal sud per a la ruta B en hora punta |
| Ruta B del Metro de Nova York                                                                                                 | 145th Street                       | Eighth Avenue Line                                     | Terminal sud per a la ruta B dies laborables, excepte en hora punta, i algunes hores punta D                                                                      |
| Ruta B del Metro de Nova York                                                                                                 | Brighton Beach                     | Brighton Line                                          | Terminal sud per a la ruta B els dies laborables |
| Ruta D del Metro de Nova York                                                                                                 | Norwood-205th Street               | Concourse Line                                         | Terminal sud per a la ruta D |
| Ruta E del Metro de Nova York                                                                                                 | Jamaica Center-Parsons/Archer      | Archer Avenue Line (IND)                               | Terminal sud per a la ruta E |
| Ruta E del Metro de Nova York                                                                                                 | World Trade Center                 | Eighth Avenue Line                                     | Terminal sud per a la ruta E |
| Ruta E del Metro de Nova York · Ruta F del Metro de Nova York                                                                 | Jamaica-179th Street               | Queens Boulevard Line                                  | Terminal sud per a la ruta E alguna hora punta i F |
| Ruta F del Metro de Nova York                                                                                                 | Kings Highway                      | Culver Line                                            | Terminal sud per a la ruta F alguna hora punta |
| Ruta G del Metro de Nova York                                                                                                 | Long Island City-Court Square      | Crosstown Line                                         | Terminal sud per a la ruta G hora punta i migdia |
| Ruta G del Metro de Nova York                                                                                                 | Church Avenue                      | Culver Line                                            | Terminal sud per a la ruta G |
| Ruta J del Metro de Nova York · Ruta Z del Metro de Nova York                                                                 | Jamaica Center-Parsons/Archer      | Archer Avenue Line (BMT)                               | Terminal sud per a la ruta J i Z hora punta cap a zona congestionada                                                                                              |
| Ruta J del Metro de Nova York                                                                                                 | Broadway Junction                  | Jamaica Line                                           | Terminal sud per a la ruta J en algunes hores punta |
| Ruta J del Metro de Nova York                                                                                                 | Chambers Street                    | Nassau Street Line                                     | Terminal sud per a la ruta J caps de setmana |
| Ruta J del Metro de Nova York · Ruta Z del Metro de Nova York                                                                 | Broad Street                       | Nassau Street Line                                     | Terminal sud per a la ruta J menys caps de setmana, i Z hora punta cap a zones congestionades                                                                     |
| Ruta L del Metro de Nova York                                                                                                 | Eighth Avenue                      | Canarsie Line                                          | Terminal sud per a la ruta L |
| Ruta L del Metro de Nova York                                                                                                 | Broadway Junction                  | Canarsie Line                                          | Terminal sud per a la ruta L algunes hora punta al matí |
| Ruta L del Metro de Nova York                                                                                                 | Canarsie-Rockaway Parkway          | Canarsie Line                                          | Terminal sud per a la ruta L |
| Ruta M del Metro de Nova York · Ruta R del Metro de Nova York                                                                 | Forest Hills-71st Avenue           | Queens Boulevard Line                                  | Terminal sud per a la ruta M/R |
| Ruta M del Metro de Nova York                                                                                                 | Middle Village-Metropolitan Avenue | Myrtle Avenue Line                                     | Terminal sud per a la ruta M |
| Ruta M del Metro de Nova York                                                                                                 | Myrtle Avenue                      | Jamaica Line                                           | Terminal sud per a la ruta M vespre, nit i caps de setmana |
| Ruta N del Metro de Nova York · Ruta Q del Metro de Nova York                                                                 | Ditmars Boulevard-Astoria          | Astoria Line                                           | Terminal sud per a la ruta N and Q dies laborables |
| Ruta R del Metro de Nova York                                                                                                 | 36th Street                        | Fourth Avenue Line                                     | Terminal sud per a la ruta R tard a la nit |
| Ruta R del Metro de Nova York                                                                                                 | Bay Ridge-95th Street              | Fourth Avenue Line                                     | Terminal sud per a la ruta R |
| Ruta R del Metro de Nova York                                                                                                 | Canal Street                       | Broadway Line                                          | Terminal sud per a la ruta R algunes hora punta, vespre i caps de setmana                                                                                         |
| Ruta N del Metro de Nova York · Ruta Q del Metro de Nova York                                                                 | 57th Street                        | Broadway Line                                          | Terminal sud per a la ruta alguns N en hora punta i Q |
| Ruta D del Metro de Nova York · Ruta F del Metro de Nova York · Ruta N del Metro de Nova York · Ruta Q del Metro de Nova York | Coney Island-Stillwell Avenue      | Brighton Line Culver Line Sea Beach Line West End Line | Terminal sud per a la ruta D, F, N, i Q |
| Ruta S del Metro de Nova York                                                                                                 | Franklin Avenue                    | Franklin Avenue Line                                   | Terminal sud per a la ruta Franklin Avenue Shuttle |
| Ruta S del Metro de Nova York                                                                                                 | Prospect Park                      | Brighton Line                                          | Terminal sud per a la ruta Franklin Avenue Shuttle |